# Bảo Tĩnh
Bảo Tĩnh (chữ Hán giản thể: 保靖县) là một huyện thuộc Châu tự trị dân tộc Thổ Gia, Miêu Tương Tây, tỉnh Hồ Nam. Cộng hòa Nhân dân Trung Hoa. Huyện này có diện tích 1760,65 ki-lô-mét vuông, dân số năm 2004 là 286.612 người, trong đó chủ yếu là người Thổ Gia (156.133 người) và người Miêu (62.399 người). Chính quyền huyện đóng ở trấn Thiên Lăng. Mã số bưu chính là 4165xx, mã vùng điện thoại là 0743. Về mặt hành chính, huyện được chia thành 4 trấn, 11 hương.
- Trấn: Cổ Dương, La Ỷ Khê, Mặc Nhung, Hà Tây.
- Hương: Thành Quan, Thảo Đàm, Bình Bá, Dã Trúc, Hà Liên, Song Khê, Cao Phong, Gia Thông, Đoạn Long Sơn, Nham Đầu Trại và Sơn Tảo.